# 全哲洙
全哲洙（中国朝鲜语：／，1952年3月—），男，朝鲜族，吉林龙井人，中华人民共和国政治人物。中共第十五届、十六届、十七届中央候补委员，第十八届中央委员，第八届全国人大代表，第十一届、十二届全国政协常务委员。

## 生平
1969年12月加入中国共产党。延边大学数学系毕业，中央党校政治学专业在职研究生。历任共青团延边州委常委、副书记、书记；共青团吉林省委副书记、书记；中共延边州委副书记兼延吉市委书记；吉林省人民政府副秘书长；中共延边州委副书记、代州长、州长；吉林省副省长，中共吉林省委副书记、省社科联主席等职。2006年11月，任中华全国工商业联合会党组书记，同年12月被选为全国工商联副主席，2007年11月任全国工商联第一副主席。2008年5月任中共中央统战部副部长、全国工商联党组书记、第一副主席，2017年5月卸任。2018年1月，当选第十三届全国政协委员。